# Riaz
Riaz (Freiburger Patois Riyâⓘ) ist eine politische Gemeinde im Greyerzbezirk des Kantons Freiburg in der Schweiz. Der frühere deutsche Name Zum Rad wird heute nicht mehr verwendet.

## Geographie
Riaz liegt auf 726 m ü. M., 2,5 km nördlich des Bezirkshauptortes Bulle (Luftlinie). Das Dorf erstreckt sich beidseits des Baches Sionge, am Südfuss des Gibloux, im Greyerzerland westlich des Greyerzersees.
Die Fläche des 7,8 km² grossen Gemeindegebiets umfasst einen Abschnitt des Beckens von Bulle im freiburgischen Alpenvorland. Der östliche Teil des Gebietes wird von der breiten Niederung der Sionge, eines Seitenbachs der Saane (französisch: Sarine), eingenommen. Östlich dieses Tals reicht Riaz auf das Plateau von La Fin und bis an den Rand des Waldhügels Vaucens. Nach Westen erstreckt sich der Gemeindeboden auf den Höhenzug Sur les Monts, der zum Hügelgebiet des Gibloux gehört. Hier wird im Waldgebiet Joux de Pra Fillieux mit 1069 m ü. M. der höchste Punkt von Riaz erreicht. Ein kleiner Anteil der Gemeindefläche liegt nördlich dieses Höhenzuges im Einzugsgebiet des Baches Gérigno und reicht bis an den Rand der Moorniederung Les Gurles. Von der Gemeindefläche entfielen 1997 10 % auf Siedlungen, 24 % auf Wald und Gehölze, 65 % auf Landwirtschaft, und etwas weniger als 1 % war unproduktives Land.
Zu Riaz gehören ausgedehnte Einfamilienhausquartiere und die Siedlungen L'Etrey und Joulin (750 m ü. M.) am Hangfuss von Sur les Monts sowie zahlreiche Einzelhöfe. Nachbargemeinden von Riaz sind Bulle, Vaulruz, Sâles, Marsens und Echarlens.

## Bevölkerung
Mit 2890 Einwohnern (Stand 31. Dezember 2023) gehört Riaz zu den mittelgrossen Gemeinden des Kantons Freiburg. Von den Bewohnern sind 92,2 % französischsprachig, 3,3 % deutschsprachig und 1,0 % portugiesischsprachig (Stand 2000). Die Bevölkerungszahl von Riaz belief sich 1850 auf 593 Einwohner, 1900 auf 630 Einwohner. Nachdem die Bevölkerung bis 1970 (795 Einwohner) nur langsam zugenommen hatte, wurde seither ein rasches Bevölkerungswachstum mit einer Verdoppelung der Einwohnerzahl innerhalb von 30 Jahren verzeichnet.

## Wirtschaft
Riaz war bis Mitte des 20. Jahrhunderts ein vorwiegend durch die Landwirtschaft geprägtes Dorf. Heute haben die Viehzucht und die Milchwirtschaft sowie in geringerem Mass der Ackerbau nur noch eine geringe Bedeutung in der Erwerbsstruktur der Bevölkerung. Weitere Arbeitsplätze sind im lokalen Kleingewerbe und vor allem im Dienstleistungssektor vorhanden. Im Dorf haben sich verschiedene Kleinunternehmen wie Schreinereien, Zimmereien und Betriebe des Baugewerbes niedergelassen. Seit 1887 ist Riaz Standort des Bezirksspitals, das vorher in Bulle stationiert war. In den letzten Jahrzehnten hat sich das Dorf dank seiner attraktiven Lage zu einer Wohngemeinde entwickelt. Zahlreiche Erwerbstätige sind deshalb Wegpendler, die in den Regionen Bulle und Freiburg arbeiten.

## Verkehr
Die Gemeinde ist verkehrstechnisch sehr gut erschlossen. Sie liegt an der Hauptstrasse von Freiburg nach Bulle. Von dieser zweigt bei Riaz eine Verbindungsstrasse nach Corbières ab, welche den Lac de la Gruyère an einer Engstelle überquert. Der nächste Anschluss an die Autobahn A12, die seit 1981 von Bern bis Vevey durchgehend geöffnet ist und das Gemeindegebiet durchquert, befindet sich rund 2 km vom Ortskern entfernt. Durch drei Buslinien der Transports publics Fribourgeois ist Riaz an das Netz des öffentlichen Verkehrs angebunden; sie führen von Freiburg via Rossens bzw. via La Roche nach Bulle sowie von Romont nach Bulle.

## Geschichte
Das Gemeindegebiet von Riaz war bereits zur Römerzeit besiedelt. Im Rahmen von Ausgrabungen des 19. Jahrhunderts sowie während des Baus der Autobahn A12 wurden im Grenzgebiet von Riaz, Marsens und Echarlens Überreste eines wahrscheinlich unter Kaiser Vespasian erbauten Tempels gefunden. Der Tempel, der dem Gott Mars Caturix geweiht war, sowie der nahebei gelegene Vicus wurden im Jahr 260 bei den ersten Einfällen der Alamannen zerstört. Auch aus der Zeit der Merowinger wurde eine Grabstätte entdeckt.
Die erste urkundliche Erwähnung des Ortes erfolgte bereits im Jahr 859 unter dem Namen Roda; der im Mittelalter auch benutzte lateinische Name lautete Rotavilla. Später erschienen die Bezeichnungen Villa Roda (900), ecclesia Rode (1055), Rota in Ogo (1136), Rua in Ogo (1228), Rya (1476) und Riat (1668). Der Ortsname ist nicht – wie früher angenommen – vom lateinischen Wort rota (Rad) abgeleitet, sondern stammt aus der keltischen Sprache, in der rot in der Bedeutung von Weg, Durchgang existierte.
Riaz gehörte im Hochmittelalter zum Gebiet des Königreichs Burgund. Im Jahr 1011 übergab König Rudolf III. das Dorf an seine Frau Irmengarde. Diese schenkte Riaz ihrem Sohn Hugues, der Bischof von Lausanne war. Seither unterstand das Dorf dem Bischof von Lausanne. Es war 1196 Versammlungsort des Bischofs mit den bedeutenden Adelsherren der Region, als ersterer seinen Besitz um Bulle gegenüber den Grafen von Greyerz konsolidierte. Die Freiburger brandschatzten das Dorf 1252 im Krieg gegen die Grafen von Savoyen. Der Bischof von Lausanne verlangte darauf als Wiedergutmachung von den Freiburgern die Mittel für den Wiederaufbau von Riaz.
Im Jahr 1476 schloss Riaz einen Burgrechtsvertrag mit Freiburg, der zur gegenseitigen Unterstützung bei kriegerischen Auseinandersetzungen verpflichtete. Als Bern 1536 das Waadtland eroberte, stellte sich Riaz unter den Schutz Freiburgs und wurde der Vogtei Bulle zugeteilt. Nach dem Zusammenbruch des Ancien Régime (1798) gehörte das Dorf während der Helvetik und der anschliessenden Zeit bis 1848 zum damaligen Bezirk Bulle, bevor es in den Bezirk Greyerz eingegliedert wurde.

## Sehenswürdigkeiten
Als Besitz des Bischofs von Lausanne wurde Riaz bereits im 11. Jahrhundert eine Pfarrei. Die Kirche, die 1252 zerstört und später wieder aufgebaut wurde, war um 1800 in derart schlechtem Zustand, dass ein Neubau nötig wurde. Die neue Kirche wurde 1828 eingeweiht. Der Unterbau des römischen Tempels wurde rekonstruiert und ist heute der Öffentlichkeit zugänglich.

## Persönlichkeiten
- Jacques Duding (1643–1716), römisch-katholischer Geistlicher, Bischof von Lausanne
- Claude-Antoine Duding (1681–1745), römisch-katholischer Ordensgeistlicher, Bischof von Lausanne
- Jean Gremaud (1823–1897), römisch-katholischer Geistlicher und Historiker
- Charles Morerod OP (* 1961), römisch-katholischer Ordensgeistlicher, Theologe, Dogmatiker und Bischof von Lausanne, Genf und Freiburg
- Maurice Ropraz (* 1965), Politiker und Staatsrat des Kantons Freiburg